# Bubopsis andromache
Bubopsis andromache är en insektsart som beskrevs av U. Aspöck et al. 1979. Bubopsis andromache ingår i släktet Bubopsis och familjen fjärilsländor.

## Underarter
Arten delas in i följande underarter:
- B. a. firyuzae
- B. a. andromache